# Сэквилл, Роберт, 2-й граф Дорсет
Роберт Сэквилл (англ. Robert Sackville; 1560/61 — 27 февраля 1609, Лондон, Королевство Англия) — английский аристократ, 2-й барон Бакхерст и 2-й граф Дорсет с 1608 года, сын Томаса Сэквилла, 1-го графа Дорсета. При жизни отца заседал в Палате общин, с 1608 года занимал должность лорда-лейтенанта Сассекса.

## Биография
Роберт Сэквилл принадлежал к старинному роду с нормандскими корнями, представители которого с XII века владели землями в Сассексе и с 1361 года заседали в парламенте. Дед Роберта, сэр Ричард Сэквилл (приблизительно 1507—1566), был двоюродным братом Анны Болейн, жены короля Генриха VIII; он разбогател благодаря роспуску монастырей во время Реформации. Роберт родился в 1560 или 1561 году в семье сына Ричарда, Томаса Сэквилла, и его жены Сесили Бейкер, дочери сэра Джона Бейкера из Сиссингхерста (Кент), спикера Палаты общин. В 1567 году Томас получил титул барона Бакхерста. Он был самым богатым землевладельцем Сассекса и владел поместьями в других графствах.
В детстве Роберт учился у известного интеллектуала Роджера Ашэма. В 1576 году он поступил в Оксфордский университет и через три года получил степени бакалавра и магистра. В 1580 году его приняли в ассоциацию юристов Инн-Тэмпл. В 1585 году Сэквилл был избран в Палату общин от графства Сассекс, в 1589 — от города Льюис, в 1593, 1597, 1601 и 1604 годах снова избирался от Сассекса. Он считался одним из наиболее влиятельных депутатов и участвовал в работе множества комитетов. По словам одного из современников, Сэквилл был человеком исключительной учёности, знал греческий язык и латынь так же хорошо, как английский. Помимо политики, он занимался торговлей: ему принадлежал патент на вывоз артиллерийских боеприпасов, он профинансировал как минимум одно плавание в Средиземное море (неясно, была ли это торговая экспедиция или каперская).
В 1604 году Томас Сэквилл получил титул графа Дорсета, и его сына с этого момента именовали лорд Бакхерст. После смерти отца 19 апреля 1608 года Роберт унаследовал не менее шестнадцати поместий в Сассексе, Эссексе, Кенте и Мидлсексе, занял место в Палате лордов как 2-й граф Дорсет и получил пост лорда-лейтенанта Сассекса. Однако он сам умер меньше чем через год, 27 февраля 1609 года, в своём лондонском особняке Дорсет-хаус на Флит-стрит. Графа похоронили в часовне Сэквилла в Уитихеме (Сассекс) рядом с его первой женой. Гробница погибла вместе со всем зданием 16 июня 1663 года, когда в церковь попала молния.
Граф оставил тысячу фунтов на создание «больницы или колледжа» для 21 бедного мужчины и 10 бедных женщин (возможно, это было подражание колледжу Эммануэля в Вестминстере, основанному его тёткой Энн Файнс, леди Дакр). Строительство богадельни, известной как «Колледж Сэквилла для бедных», началось в Ист-Гринстеде (Сассекс) примерно в 1616 году. Руководили им душеприказчики покойного — его шурин лорд Уильям Говард и сэр Джордж Риверс из Чаффорда. К 1622 году колледж начал работу. Сын 2-го графа Дорсета продал большую часть семейных владений, и покупатели отказались от каких-либо обязанностей перед колледжем. Только в 1700 году они согласились снизить для богадельни арендную плату за землю.

## Семья
4 февраля 1579/80 года Сэквилл женился на Маргарет Говард, дочери Томаса Говарда, 4-го герцога Норфолка, и Маргарет Одли. В этом браке родились шесть детей, в том числе:
- Сесили, жена сэра Генри Комптона[3][7];
- Энн, жена Эдуарда Сеймура, лорда Бошана[3];
- Ричард, 3-й граф Дорсет (1589—1624)[3];
- Эдвард, 4-й граф Дорсет (1590—1652)[3].

Маргарет умерла в 1591 году. В память о ней иезуит Роберт Саутвелл опубликовал книгу «Триумф над смертью». В конце 1592 года граф женился во второй раз — на Энн Спенсер, дочери сэра Джона Спенсера и Кэтрин Китсон, вдове Уильяма Стэнли, 3-го барона Монтигла, и Генри Комптона, 1-го барона Комптона. Этот брак оказался несчастливым. В 1607 году графиня обратилась в Тайный совет с жалобой на мужа: тот, по её словам, отказал ей в содержании. Граф в ответ потребовал развода. В своём завещании Сэквилл говорит, что не может вспомнить Энн «без великой скорби и безутешной печали в связи с её чрезмерной жестокостью и невыносимым злым обращением со мной и моим покойным добрым господином и отцом». Граф умер, когда обсуждался вопрос о его раздельной жизни с женой. Он согласился завещать супруге пять колец с бриллиантами и сапфирами в пожизненное владение и заклинал её, «если в ней есть хоть искра Божьей милости или какие-либо угрызения совести», не продавать эти драгоценности и не препятствовать их переходу впоследствии к другим членам семьи.